# 5506 Artiglio
Az 5506 Artiglio (ideiglenes jelöléssel 1987 SV11) a Naprendszer kisbolygóövében található aszteroida. Henri Debehogne fedezte fel 1987. szeptember 24-én.